# Gustaf Åkerhielm

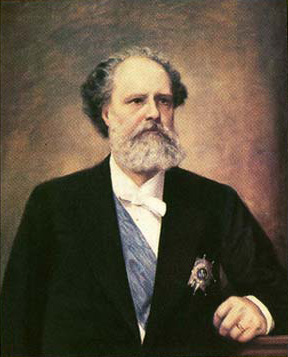

Barón Johan Gustaf Nils Samuel Åkerhielm af Margaretelund (Estocolmo, 24 de julio de 1833 - ídem, 2 de abril de 1900), político sueco, primer ministro de su país entre 1889 y 1891.
Era hijo del miembro del gabinete Gustaf Fredrik Åkerhielm y de Elisabeth Sophia Anker. Tras desempeñarse en el servicio diplomático en San Petersburgo y Copenhague, tuvo una exitosa carrera política, en la que alcanzó una larga sucesión de posiciones en el gobierno. Fue miembro del Riksdag entre 1859 y 1866 y de nuevo desde 1870 hasta su muerte, ministro de Finanzas entre 1874 y 1875, ministro de Asuntos Exteriores en 1889, designado por Gillis Bildt, y el 12 de octubre de ese mismo año se convirtió en el primer ministro de Suecia.
Åkerhielm buscó resolver las cuestiones de la defensa militar, pero sus esfuerzos fueron bloqueados por la oposición en la Cámara Baja del Parlamento sueco. Sin embargo, consiguió permanecer en el poder gracias al apoyo que obtuvo en la Cámara Alta. En 1891, fue forzado no obstante a renunciar, el 10 de julio de ese año, tras una imprudente respuesta a una pregunta sobre defensa, que fue interpretada como una amenaza hacia Noruega. Sus palabras exactas no están claras, pero quienes estaban presentes dijeron que la afirmación fue, aproximadamente, que "un nuevo orden para el Ejército nos permitirá hablar en sueco con los noruegos".
Casado con Ulrika Gyldenstolpe en 1860, tuvo tres hijos.
| Predecesor: Gillis Bildt | Primer ministro de Suecia 1889 – 1891 | Sucesor: Erik Gustaf Boström |

- Datos: Q52964
- Multimedia: Gustaf Åkerhielm / Q52964